# 貫田雅剛
貫田 雅剛（かんだ まさよし、1984年4月13日 - ）は、日本のラジオパーソナリティ・YouTuber・作詞家・作曲家・編曲家・ボカロP・イラストレーター。広島県安芸郡海田町出身。
修道中学校・高等学校、芝浦工業大学工学部通信工学科、慶應義塾大学大学院理工学研究科開放環境科学専攻卒業。2020年の3月までRCCラジオで放送されていたラジプリズムのメインパーソナリティを担当していた。

## 経歴
- 2009年4月、TSSテレビ新広島に入社。システム技術局　技術部に配属。
- 2012年3月31日、テレビ新広島を退職。フリーになる
- 2013年
  - 3月30日 - 31日、総合サブカルチャーイベント『Aniprism -アニプリズム-』を株式会社中国放送,メビウスリンクと共に主催する。
  - 4月1日、RCCラジオにてパーソナリティを務める番組『RadiPrism -ラジプリズム-』の放送が開始。
- 2014年10月1日、RCCラジオにて昼のワイド番組『おひるーな』の放送が開始。水曜日の担当（ヒルニスト）となる。
- 2020年3月26日『RadiPrism -ラジプリズム-』の放送が終了する。

## 出演

### 過去の出演番組
- RadiPrism（RCCラジオ、2013年4月 - 2020年3月26日） ※名前の表記が片仮名
- 中四国ライブネット（2014年11月29日、RCCラジオ）
- RCCラジオチャリティミュージックソン（2014年12月24日、RCCラジオ）
- おひるーな（2014年10月 - 2015年9月、RCCラジオ） 水曜コメンテーター
- 中四国ライブネット 広島発・時代に挑戦した男・平清盛（2018年1月21日、RCCラジオ）
- 中四国ライブネット ラジプリズムスペシャル〜広島部活応援宣言（2019年1月27日、RCCラジオ）
- 中四国ライブネット ゴールデンウィークはBINGOへGO!（2019年4月14日、RCCラジオ）

### イベント
- 広島フードフェスティバル（北堀ラジオステージ 2013年10月26日）
- 広島フードフェスティバル（北堀ラジオステージ 2014年10月24日）
- RCCラジオチャリティミュージックソン（RCCラジオ 2014年12月24日）

## 企画・制作
- アニプリズム（総合サブカルチャーイベント、2013年3月30日 - 31日）[1]
- アニプリLIVE SC（ライブイベント、2013年9月8日）
- アニプリズム ご当地アイドルLIVE（ライブイベント、2014年3月2日）
- ヤミナベ（トークイベント、2015年10月31日 - ）